# Karl Ebb
Karl Alfred „Kalle” Ebb (ur. 5 września 1896 w Turku, zm. 22 sierpnia 1988 w Helsinkach) – fiński sportowiec.

## Życiorys
Ebb urodził się w Turku w 1896 roku. Ożenił się z Lempi Järvinen, z którą w 1920 roku założyli produkującą krawaty firmę Ebb-Solmio Oy. Firma ta wyrobiła sobie dobrą reputację i okazała się sukcesem. Ebb był także wszechstronnym sportowcem, który rywalizował w lekkoatletyce, kolarstwie, pływaniu, narciarstwie alpejskim i sportach motorowych. Zajął piąte miejsce w biegu na 3000 m z przeszkodami na igrzyskach olimpijskich w Paryżu w 1924 roku. Był pierwszym fińskim kierowcą klasy międzynarodowej i ścigał się w Skandynawii Auburnem. Niespodziewanie wygrał Zimowe Grand Prix Szwecji w 1931 roku, pokonując Rudolfa Caracciolę. Po zmianie samochodu na Mercedesa SSK wygrywał w Grand Prix Finlandii i Estonii. Jedyny syn Ebba zginął w trakcie II wojny światowej. W 1945 roku ożenił się ponownie, z Märthą Charlotte Reikko. Zmarł w 1988 roku.